# فالينتولول
فالينتولول وهو أحد محصرات مستقبلات بيتا.